# ديفيد كروكر (فيلسوف)
ديفيد كروكر (بالإسبانية: David Crocker)‏ هو فيلسوف إسباني، ولد في 4 أكتوبر 1937.

## وصلات خارجية
- ديفيد كروكر على موقع IMDb (الإنجليزية)